# NGC 7646
NGC 7646 é uma galáxia espiral (Sc) localizada na direcção da constelação de Aquarius. Possui uma declinação de -11° 51' 37" e uma ascensão recta de 23 horas, 24 minutos e 06,9 segundos.
A galáxia NGC 7646 foi descoberta em 1886 por Frank Müller.